# آینه (فیلم ۱۹۷۵)
آینه (روسی: Зеркало) فیلمی هنری در ژانر درام است که در سال ۱۹۷۵ به نمایش درآمد. این فیلم چهارمین فیلم بلند آندری تارکوفسکی، کارگردان اهل اتحاد جماهیر شوروی سوسیالیستی است.

## داستان

### ساختار و محتوا
آینه اندیشه‌ها، احساسات، و خاطرات الکسی یا آلیوشا (ایگنات دانلیزف) و جهان پیرامون او در دوران کودکی، بزرگسالی و چهل‌سالگی‌اش را ترسیم می‌کند. الکسی بزرگسال به صورت مختصر مورد بررسی قرار می‌گیرد، اما در برخی صحنه‌ها، از جمله گفتگوهای مهم تنهای صدای او حضور دارد. ساختار فیلم به صورت ناپیوسته، غیرزمانی است، بدون یک داستان مرسوم، حوادث، رؤیاها، خاطرات را در امتداد چند حلقه فیلم از اخبار جاری روز ترکیب می‌کند. فیلم در میان سه چهارچوب زمان متفاوت عوض می‌شود: پیش از جنگ (۱۹۳۵)، زمان جنگ (دههٔ ۱۹۴۰) و پس از جنگ (دههٔ ۱۹۶۰ یا ۱۹۷۰).
آینه به شدت کودکی خود تارکوفسکی را ترسیم می‌کند. خاطراتی مانند تخلیه از مسکو به حومهٔ شهر در طول جنگ، پدر خارج شده و مادر خودش که در واقع به عنوان یک نمونه‌خوان در یک چاپخانه کار می‌کرد.

### خلاصه داستان
فیلم با ایگنات، پسر نوجوان الکسی (که نقش او هم توسط ایگنات دانلیزف بازی شده‌است) آغاز می‌شود که در حال روشن کردن تلویزیون و تماشای معاینهٔ یک فرد کند زبان توسط یک پزشک است که سرانجام موفق می‌شود بیمار را درمان کند و بیمار بدون اختلال می‌گوید: «من می‌توانم حرف بزنم». پس از تیتراژ، صحنه‌ای در حومهٔ شهر در دوران پیش از جنگ نمایش داده می‌شود که ماریا، مادر الکسی — همچنین به نام‌های ماشا و ماروسیا نیز صدا زده می‌شود — (مارگاریتا ترخووا) در آن قرار دارد و با یک دکتر (آناتولی سولونیتسین) صحبت می‌کند که به صورت تصادفی از آن محل عبور می‌کند. نمای بیرونی و داخلی خانهٔ روستای پدربزرگ الکسی دیده می‌شود. الکسی نوجوان و مادر و خواهرش سوختن انبار خانوادگی‌شان را تماشا می‌کنند. در سکانس رؤیا، ماریا موهای خود را می‌شوید. حالا در دوران پس از جنگ، اتاق‌های یک آپارتمان دیده می‌شود و صدای الکسی شنیده می‌شود که در حال صحبت با مادرش ماریا است. با تعویض زمان به دوران پیش از جنگ، ماریا در حالی دیده می‌شود که با عجله و آشفتگی به محل کار خود در یک چاپخانه به عنوان نمونه‌خوان می‌رود. او در مورد اشتباهی که ممکن است نادیده گرفته باشد نگران است. اما توسط همکارش لیزا (آلا دمیدوا) دلداری داده می‌شود، که ناگهان با انتقاد کردن او را به گریه می‌اندازد. در زمان پس از جنگ الکسی با همسرش ناتالیا (که نقش او هم توسط مارگاریتا ترخووا بازی شده‌است)، که از او طلاق گرفته‌است و با پسرش ایگنات زندگی می‌کند، در حال گفتگو کشمکش است. در ادامه در تلویزیون صحنه‌هایی از اخبار جنگ داخلی اسپانیا، در صحنهٔ بعدی صعود یک بالن در اتحاد جماهیر شوروی سوسیالیستی نمایش داده می‌شود. در صحنهٔ آپارتمان الکسی، ایگنات با زنی عجیب (تامارا اوگورودنیکووا) که پشت میز چای‌خوری نشسته‌است ملاقات می‌کند. ایگنات به درخواست او بخشی از نامه‌ای که توسط الکساندر پوشکین نوشته‌شده‌است را می‌خواند، و به تلفنی که از طرف پدرش الکسی زده می‌شود جواب می‌دهد. زن به طرز عجیبی ناپدید می‌شود. با تعویض زمان به دوران جنگ، الکسی نوجوان در حال آموزش اسلحه با یک مربی و نمایش اخبار جنگ جهانی دوم و درگیری مرزی چین و شوروی دیده می‌شود. سپس دیدار مجدد الکسی و خواهرش با پدرشان (اولگ یانکوفسکی) در پایان جنگ نشان داده می‌شود. سپس فیلم به کشمکش و گفتگوی الکسی با همسرش ناتالیا در زمان پس از جنگ برمی‌گردد. فیلم مجدد به زمان پیش از جنگ می‌رود، خانه‌های دیدنی حومه و اطراف خانه‌ها توسط یک سکانس رویامانند که ماریا را به صورت شناور نشان می‌دهد، دنبال می‌شوند. سپس فیلم به زمان پس از جنگ می‌رود، و الکسی را در بستر مرگ با یک بیماری مرموز نشان می‌دهد. صحنهٔ آخر فیلم در زمان پیش از جنگ مادر باردار (ماریا) را نشان می‌دهد، که به صورت تعاملی صحنه‌هایی از ماریای جوان و پیر را نشان می‌دهد. (نقش ماریای پیر توسط مادر خود تارکوفسکی ماریا ویشنیاکوا بازی می‌شود).

## بازیگران
- فیلیپ یانکوفسکی در نقش کودکی الکسی
- ایگنات دانلیزف در نقش نوجوانی الکسی و ایگنات، پسر الکسی
- اینوکنتی اسمکتونفسکی در نقش بزرگ‌سالی الکسی (فقط صدا)
- مارگاریتا ترخووا در نقش جوانی ماریا/ماشا/ماروسیا، مادر الکسی، و ناتالیا و همسر الکسی
- ماریا ویشنیاکوا در نقش پیری ماریا
- اولگ یانکوفسکی در نقش پدر الکسی
- آلا دمیدوا در نقش لیزا، دوست ماریا در چاپخانه
- آناتولی سولونیتسین در نقش پزشک پزشکی قانونی و عابر پیاده
- تامارا اوگورودنیکووا در نقش پرستار بچه و زن عجیب در میز چایخوری
- لاریسا تارکوفسکایا در نقش همسایهٔ الکسی
- آرسنی تارکوفسکی (پدر تارکوفسکی) در نقش راوی و شاعر (فقط صدا)
- اولگا کیزیلوا در نقش دختر سرخ

## تولید

### نویسندگی
مفهوم فیلم آینه به سال ۱۹۶۴ برمی‌گردد، هنگامی که تارکوفسکی ایده‌اش را برای یک فیلم دربارهٔ رؤیاها و خاطرات یک مرد نوشت، بدون این که این مرد همان‌طور که در فیلم‌های معمولی ظاهر می‌شود، نمایش داده شود. اولین بخش‌های فیلم آینه هنگامی که تارکوفسکی روی فیلم آندری روبلف کار می‌کرد نوشته شد. این بخش‌ها به عنوان یک داستان کوتاه با نام یک روز سفید در سال ۱۹۷۰ منتشر شد. این عنوان از یکی از اشعار پدرش آرسنی تارکوفسکی که آن را در سال ۱۹۴۲ سروده‌است، وام گرفته‌شده‌است. در سال ۱۹۶۸، پس از پایان فیلم آندری روبلف، تارکوفسکی به منظور نوشتن فیلم‌نامهٔ آینه به همراه الکساندر میشارین به استراحتگاه فیلم‌بردار خود در رپینو رفت. عنوان فیلم‌نامهٔ او اعتراف بود و در کمیتهٔ دولتی فیلم‌برداری مطرح شد. اگر چه دارای مضامین مورد علاقهٔ کمیته -مانند مادر قهرمان، جنگ و میهن‌پرستی- بود، اما طرح فیلم‌نامه در کمیته رد شد. دلیل اصلی رد شدنش احتمالاً ماهیت پیچیده و نامتعارف فیلم‌نامه بود. علاوه بر این تارکوفسکی و میشارین به وضوح اظهار داشتند که نمی‌دانند فرم نهایی فیلم چگونه خواهد بود، و فرم نهایی آن در مراحل فیلم‌برداری مشخص می‌شود.
با رد شدن طرح فیلم‌نامه در کمیته، تارکوفسکی ساخت فیلم سولاریس را ادامه داد. اما نوشته‌های خاطرات او نشان می‌دهد که او هنوز مشتاق ساخت فیلم آینه بوده‌است. در نهایت طرح فیلم‌نامه توسط رئیس جدید کمیتهٔ فیلم، فیلیپ ارمش، در تابستان ۱۹۷۲ تأیید شد. بودجهٔ ۶۲۲۰۰۰ روبل شوروی و ۷۵۰۰ متر فیلم کداک، یا تقریباً سه برداشت با فرض این که طول یک فیلم نیاز به ۳۰۰۰ متر کداک دارد، به تارکوفسکی داده شد.
چندین نسخه از فیلم‌نامهٔ آینه موجود است، زیرا تارکوفسکی دائماً بخش‌هایی از فیلم‌نامه را بازنویسی می‌کرد، با آخرین نسخهٔ فیلم‌نامه که در سال ۱۹۷۴، زمانی که او در ایتالیا بود، نوشته‌شده‌است. صحنه‌ای که در فیلم‌نامه بود اما هنگام فیلم‌برداری حذف شد، صحنهٔ مصابه با مادرش است. تارکوفسکی به بهانه تحقیق برای فیلم، می‌خواست از یک دوربین مخفی برای مصاحبه با او استفاده کند. این صحنه یکی از دلایل اصلی بود که وادیم یوسف که فیلم‌برداری کارهای قبلی تارکوفسکی را به عهده داشت، در این فیلم با او همکاری نکند. در زمان‌های مختلف فیلم‌نامه و فیلم تحت عناوین «اعتراف»، «رستگاری»، «شهادت‌شناسی»، «چرا این قدر دور ایستاده‌اید؟»، «جریان مواج» و «یک روز سفید، سفید (گاهی اوقات یک روز روشن، روشن نیز ترجمه می‌شود)» شناخته می‌شد. تنها هنگام فیلم‌برداری تارکوفسکی تصمیم گرفت تا سرانجام از عنوان «آینه» برای فیلم استفاده کند. (در فیلم نهایی، چندین آینه با صحنه‌هایی از بازتاب آن‌ها وجود دارد)
پوستری از فیلم آندری روبلف در سال ۱۹۶۹ در یکی از دیوارها دیده می‌شود. آینه به این ترتیب قسمت سوم مجموعه فیلم تارکوفسکی که به شخصیت آندری روبلف ارجاع می‌دهند، محسوب می‌شود. همراه با فیلم قبلی او سولاریس که در سال ۱۹۷۲ ساخته شد، که به آندری روبلف با قرار دادن یک شمایل از وی در اتاق شخصیت اصلی ارجاع داده‌است، و فیلم آندری روبلف که قبل از آینه ساخته شده‌اند.

### انتخاب بازیگر
در ابتدا، تارکوفسکی آلا دمیدوا و بیبی آندرشون بازیگر سوئدی را برای نقش مادر در نظر گرفته بود. در نهایت مارگاریتا ترخووا برای این نقش انتخاب شد.

### فیلم‌برداری
فیلم‌برداری اصلی در اواخر ژوئیه سال ۱۹۷۳ آغاز شد و در مارس ۱۹۷۴ به پایان رسید. صحنه‌های خارجی در توچکوو نزدیک مسکو و صحنه‌های داخلی در استودیوی موس‌فیلم فیلم‌برداری شدند. سبک طبیعت‌گرایانهٔ فیلم نیازمند این بود که مارگاریتا ترخووا به‌طور کامل از گریم چشم‌پوشی کند.
فیلم پس از تکمیل شدن ابتدا توسط فیلیپ ارمش رئیس کمیتهٔ دولتی فیلم‌برداری در ژوئیهٔ ۱۹۷۴ رد شد. یکی از دلایلی که برای رد کردن فیلم ذکر کردند این بود که فیلم قابل درک نیست. تارکوفسکی از این که فیلمش رد شد، عصبانی شد، و حتی با ایدهٔ رفتن به خارج و ساخت فیلم بیرون از شوروی درگیر بود. آینه در نهایت بدون هیچ تغییری توسط کمیتهٔ دولتی فیلم‌برداری در پاییز ۱۹۷۴ تأیید شد.

## انتشار
آینه هیچ وقت اکران رسمی نداشت و تنها به صورت محدود و دسته دوم با ۷۳ کپی اکران شد. اگر چه اعلام رسمی آن در سپتامبر ۱۹۷۵ بود، اما در اوایل مارس ۱۹۷۵ نمایش داده شد.